# トヨクラタケル
トヨクラタケル（1978年 - ）は、日本のイラストレーター。大阪府出身。
2003年に大阪総合デザイン専門学校を卒業。在学中に雑貨を中心としたアートユニット「Re:VERSE」を3人ではじめその後解散。その後はフリーのイラストレーターとして活動。また「Re:VERSE」名義で雑貨ブランドを続けている。

## 主な作品
小説など
- 『連続殺人鬼カエル男』（中山七里）
- 『公開処刑人　森のくまさん』（堀内公太郎）
- 『公開処刑板 鬼女まつり』（堀内公太郎）
- 『爆弾テロリスト 灰色パンダ』（水田美意子）

など